# Estação Pantitlán
A Estação Pantitlán é uma das estações do Metrô da Cidade do México, situada na Cidade do México, entre a Estação Zaragoza, a Estação Hangares, a Estação Puebla e a Estação Agrícola Oriental. Administrada pelo Sistema de Transporte Colectivo, é uma das estações terminais da Linha 1, da Linha 5, da Linha 9 e da Linha A, além de ser a estação mais grande e a que atende a maior quantidade de linhas de todo o sistema.
Foi inaugurada em 19 de dezembro de 1981. Localiza-se no cruzamento da Avenida Río Churubusco com a Rua Talleres Gráficos. Atende os bairros Adolfo López Mateos e Aviación Civil, situados na demarcação territorial de Venustiano Carranza, e o bairro Agrícola Pantitlán, situado na demarcação territorial de Iztacalco. A estação registrou um movimento de 128.758.883 passageiros em 2016.
O nome Pantitlán é um vocábulo náuatle que significa entre bandeiras. O pictograma da estação representa duas bandeiras, as quais eram postas em determinado ponto do Lago de Texcoco pelos astecas, próximo de onde hoje fica a estação, a fim de servirem como aviso aos navegantes pois, no passado, havia um buraco no meio do lago onde uma vez um turbilhão veio com tanta força que foi capaz de levar as canoas que trafegavam no local.
Próximo às plataformas da Linha 5, situa-se um mural do pintor José Luis Elías Jáuregui, intitulado Alegoría a la Ciudad de México y el Sistema de Transporte Colectivo e inaugurado em 1º de maio de 2007, feito a partir da aplicação de tinta acrílica sobre tela. A imagem faz alusão ao dia em que teve início as operações do Metrô da Cidade do México, em 4 de setembro de 1969. Com uma superfície de 9 m², trata-se segundo Jáuregui de uma homenagem aos trabalhadores do Sistema de Transporte Colectivo.